# Bowersville (Ohio)
Bowersville es una villa ubicada en el condado de Greene en el estado estadounidense de Ohio. En el Censo de 2010 tenía una población de 312 habitantes y una densidad poblacional de 803,09 personas por km².

## Geografía
Bowersville se encuentra ubicada en las coordenadas 39°34′52″N 83°43′25″O / 39.58111, -83.72361. Según la Oficina del Censo de los Estados Unidos, Bowersville tiene una superficie total de 0.39 km², de la cual 0.39 km² corresponden a tierra firme y (0%) 0 km² es agua.

## Demografía
Según el censo de 2010, había 312 personas residiendo en Bowersville. La densidad de población era de 803,09 hab./km². De los 312 habitantes, Bowersville estaba compuesto por el 97.12% blancos, el 0.64% eran afroamericanos, el 0% eran amerindios, el 0% eran asiáticos, el 0% eran isleños del Pacífico, el 0.32% eran de otras razas y el 1.92% pertenecían a dos o más razas. Del total de la población el 2.24% eran hispanos o latinos de cualquier raza.